# Amelia Campbell (Schauspielerin)
Amelia Campbell (* 4. August 1965 in Montréal, Québec) ist eine kanadisch-US-amerikanische Schauspielerin mit Charakterrollen in Theater, Film und Fernsehen. Bekannt wurde sie vor allem durch Rollen in Kinoproduktionen wie Schlagzeilen, Mrs. Parker und ihr lasterhafter Kreis, Leaves of Grass oder Das Glück der großen Dinge.

## Leben und Karriere
Die 1965 in Montréal geborene Amelia Katherine Campbell wuchs in Ithaca im Bundesstaat New York auf. Amelia ist eine Absolventin der Syracuse University und begann ihre Darstellerlaufbahn Ende der 1980er Jahre zuerst im Fernsehen mit einer kleinen Rolle in der Serie Junge Schicksale. Seit dieser Zeit sah man sie in über 35 Film- und Fernsehrollen. So gab sie 1990 in William Peter Blattys Horrorfilm Der Exorzist III ihr Leinwanddebüt und spielte in den darauffolgenden Jahren im Kino Rollen in Filmen wie in Barbet Schroeders Thriller Weiblich, ledig, jung sucht …, in George Millers Filmproduktion Lorenzos Öl, in Ron Howards Filmkomödie Schlagzeilen, in Alan Rudolphs Filmdrama Mrs. Parker und ihr lasterhafter Kreis, in Gillies MacKinnons Film Der Zufalls-Dad, in Tim Blake Nelsons Filmdrama Leaves of Grass oder in dem Spielfilm von Scott McGehee und David Siegel Das Glück der großen Dinge mit Julianne Moore in der Hauptrolle. 2011 spielte sie an der Seite ihres Ehemannes Anthony Arkin in der Filmproduktion The Talk Man, der sie im Jahr 2020 als Regisseur in seinem Science-Fiction-Film Sender in der Rolle der Dr. Aymes besetzte.
Neben Film und Fernsehen nahm sie Anfang der 1990er Jahre auch Engagements in namhaften Theaterhäusern wahr. So feierte sie am Broadway als beste Hauptdarstellerin 1991 große Erfolge mit ihrer Darstellung in dem Stück Our Country’s Good, wofür sie für den Tony Award nominiert wurde.
Seit 1997 ist sie mit dem US-amerikanischen Schauspieler Anthony Arkin verheiratet und ist seit dieser Zeit die Schwägerin von Adam Arkin und Schwiegertochter von Alan Arkin und Barbara Dana.

## Auszeichnungen
Tony Award
- 1991: Tony-Award-Nominierung als Beste Hauptdarstellerin für Our Country’s Good

## Filmografie (Auswahl)

### Kino
- 1990: Der Exorzist III (The Exorcist III)
- 1992: Weiblich, ledig, jung sucht … (Single White Female)
- 1992: Lorenzos Öl (Lorenzo's Oil)
- 1994: Schlagzeilen (The Paper)
- 1994: Mrs. Parker und ihr lasterhafter Kreis (Mrs. Parker and the Vicious Circle)
- 1994: Der Zufalls-Dad (A Simple Twist of Fate)
- 1997: Der gebuchte Mann (Picture Perfect)
- 1997: The Definite Maybe
- 1997: Anima
- 1999: Macbeth in Manhattan
- 2001: Last Ball
- 2009: A Dog Year
- 2009: Leaves of Grass
- 2011: Coming Up Roses
- 2011: The Talk Man
- 2012: Das Glück der großen Dinge (What Maisie Knew)
- 2013: Stand Clear of the Closing Doors
- 2015: I Am Michael
- 2018: We the Animals
- 2020: Sender

### Fernsehen
- 1989: Junge Schicksale (Fernsehserie, 1 Episode)
- 1993: New Year (Fernsehfilm)
- 1995: Truman (Fernsehfilm)
- 1995: New York Undercover (Fernsehserie, 1 Episode)
- 1996: The Prosecutors (Fernsehfilm)
- 1998: Homicide (Fernsehserie, 1 Episode)
- 1999/2009: Law & Order (Fernsehserie, 2 Episoden)
- 2001: My Louisiana Sky (Fernsehfilm)
- 2003: Third Watch – Einsatz am Limit (Fernsehserie, 1 Episode)
- 2004: Criminal Intent – Verbrechen im Visier (Fernsehserie, 1 Episode)
- 2009: Mercy (Fernsehserie, 1 Episode)
- 2014: Alpha House (Fernsehserie, 1 Episode)
- 2015: The Slap (Fernsehserie, 1 Episode)
- 2016: The OA (Fernsehserie, 3 Episoden)
- 2017: Bull (Fernsehserie, 1 Episode)
- 2017: Mindhunter (Fernsehserie, 1 Episode)

### Kurzfilm
- 1999: Cross Words